# Сото Анцавен (Белуно)
Сото Анцавен (итал. Sotto Anzaven) је насеље у Италији у округу Белуно, региону Венето.
Према процени из 2011. у насељу је живело 29 становника. Насеље се налази на надморској висини од 332 м.